# Ostuacán
Ostuacán är en kommunhuvudort i Mexiko.   Den ligger i kommunen Ostuacán och delstaten Chiapas, i den sydöstra delen av landet, 700 km öster om huvudstaden Mexico City. Ostuacán ligger 132 meter över havet och antalet invånare är 3 183.
Terrängen runt Ostuacán är huvudsakligen kuperad. Ostuacán ligger nere i en dal. Runt Ostuacán är det ganska glesbefolkat, med 35 invånare per kvadratkilometer. Ostuacán är det största samhället i trakten. I omgivningarna runt Ostuacán växer huvudsakligen savannskog.